# Клонування (біотехнологія)
Клонування (англ. cloning) — процес створення генетично ідентичних копій (тиражування) організмів або інших об'єктів у біології, які називаються клонами.
Термін «клон» запропонував Джон Бердон Сандерсон Голдейн (1963), який походить від дав.-гр. κλών — паросток, пагін.

## Молекулярне клонування
Молекуля́рне клонува́ння — група методів у молекулярній біології та біотехнології, пов'язаних зі створенням рекомбінантних молекул ДНК і отриманням багатьох копій цієї молекули in vivo. Термін «клонування» у цьому випадку означає, що з однієї клітини, що містить рекомбінантну молекулу ДНК, шляхом мітотичного поділу утворюється велика кількість ідентичних за генетичною інформацією клітин — клонів.

## Клітинне клонування
Клітинне клонування — клонування, при якому відбувається виведення популяції клітин із однієї клітини. У випадку простих одноклітинних організмів, чи то бактерій, чи то дріжджів, цей процес є достатньо простим. Однак, для клонування клітин багатоклітинних організмів потрібно докласти значно більше зусиль — це набагато важче завдання, окрім того, такі клітини розвиваються дуже повільно у звичайних умовах.

## Клонування бактерій
Для бактерій клонування є єдиним способом розмноження. Бактерії доростають до певного розміру, після чого проводять процес поділу, форму безстатевого розмноження. При поділі клітини створюються дві генетично ідентичні дочірні клітини.

### Партеногенез

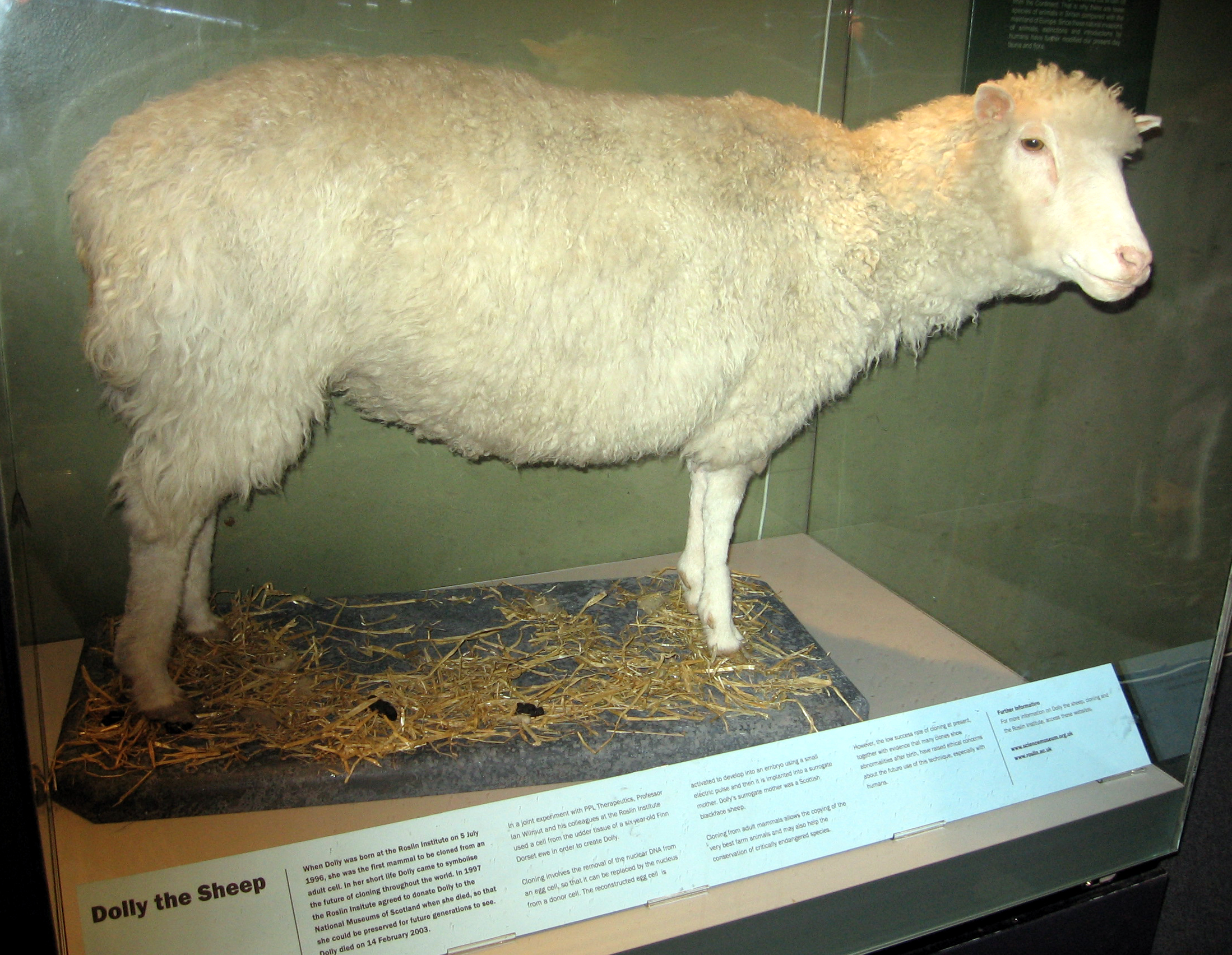
Доллі — самка вівці, перший ссавець, успішно клонований з клітини іншої дорослої особини.

## Клонування організмів

### Вівця Доллі
Першим клонованим ссавцем вважається вівця Доллі, яку було створено за допомогою пересадки ядер соматичних клітин.

### Клонування людини
Клонування людини — це створення генетично ідентичної копії людини. Термін зазвичай використовується для зазначення штучного клонування людини, яке є відтворенням людських клітин і тканин. Це не стосується природного зачаття (ідентичних близнюків). Можливість клонування людини викликала суперечки. Найбільше з етичних міркувань. Це спонукало кілька країн на законодавчому рівні обговорювати законність клонування. Зараз вчені не мають наміру клонувати людину та вважають, що це питання спочатку повинно спровокувати ширшу дискусію про закони, які мають регулювати клонування.
Два загально обговорених типи теоретичного клонування людини — терапевтичне клонування та репродуктивне клонування. Терапевтичне клонування передбачає клонування клітин людини для використання в медицині та трансплантаціях і є активною областю досліджень, але не входить до медичної практики станом на 2014 рік. Два поширені методи терапевтичного клонування, які досліджуються, є пересадка ядер соматичних клітин і, зовсім недавно, індуковані стовбурові клітини. Репродуктивне клонування передбачає створення цілої людини, а не лише певних клітин або тканин.